# Jédédias Jamet oder die Geschichte einer Erbschaft

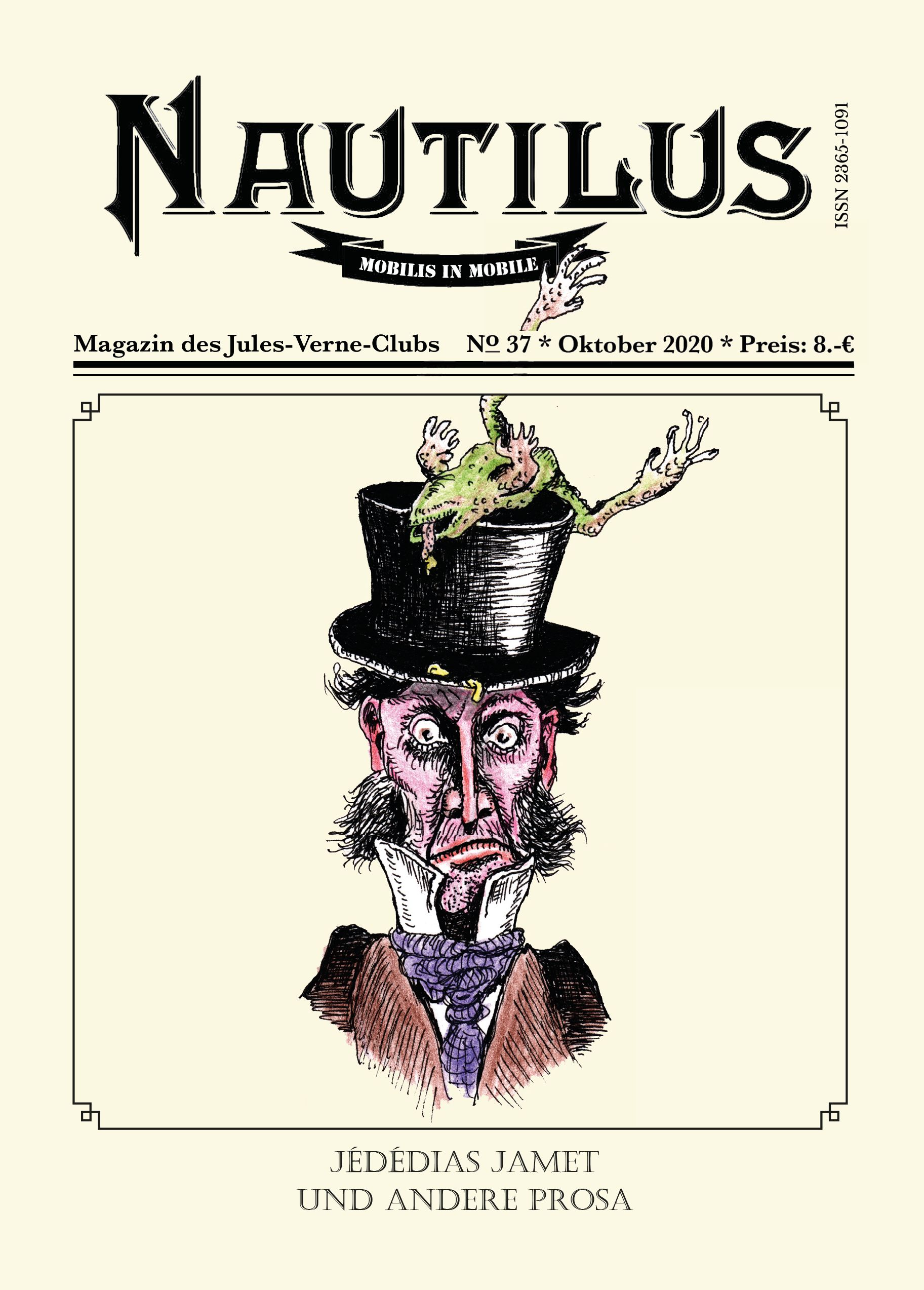
Die Nautilus Nr. 37 (Oktober 2020, Jules-Verne-Club) enthält eine deutsche Übersetzung der Erzählung mit Illustrationen von Volker Dehs.

Jédédias Jamet oder die Geschichte einer Erbschaft (Originaltitel: Jédédias Jamet ou l’histoire d’une succession) ist eine Erzählung des französischen Autors Jules Verne. Sie entstand um 1847, wurde jedoch zu Lebzeiten des Autors nicht veröffentlicht. Die Geschichte erschien erstmals 1991 in Frankreich.

## Handlung
Am 13. Juni 1842 erhält Jédédias Jamet, ein Grundbesitzer in Tours, die Todesanzeige des Onkels seiner Frau, Opime Romuald Tertullien, der ihn in seinem eigenen Namen bittet, an seiner Beerdigung in der Kirche Sainte-Colette-la-Déhanchée teilzunehmen. Diese Kirche soll sich in Rotterdam befinden. Jédédias Jamet, ein ungewöhnlich unflexibler und sturer Mann, der noch nie verreist ist, beschließt, sich nach Holland zu begeben.

Der ausgearbeitete Text endet nach drei Kapiteln. In einem Entwurf skizziert Jules Verne den weiteren Verlauf der Handlung: Jédédias Jamet wird an verschiedene Orte geschickt, an denen niemand eine Kirche namens Sainte-Colette-la-Déhanchée kennt. Auf diesen Umwegen trifft er auf andere mutmaßliche Erben von Opime, landet in Amerika, dann in Abessinien und kehrt schließlich nach Europa zurück, ohne die fragliche Kirche gefunden oder das ersehnte Erbe angetreten zu haben.

## Ausgaben
- Jules Verne: Jédédias Jamet oder die Geschichte einer Erbschaft (Übersetzung Bernhard Krauth). In: Nautilus Nr. 37, Jules-Verne-Club, Bremerhaven 2020, S. 81–103, ISSN 2365-1091.